# Sabatieria norwegica
Sabatieria norwegica is een rondwormensoort uit de familie van de Comesomatidae. De wetenschappelijke naam van de soort is voor het eerst geldig gepubliceerd in 1931 door Allgén.